# Contea di Choctaw (Mississippi)
La contea di Choctaw (in inglese Choctaw County) è una contea dello Stato USA del Mississippi. Al censimento del 2000 la popolazione era di 9 758 abitanti. Il suo capoluogo è Ackerman.

## Geografia fisica
L'U.S. Census Bureau certifica che l'estensione della contea è di 1087 km², di cui 1085 km² composti da terra e due km² composti di acqua.

## Infrastrutture e trasporti

### Strade
- Mississippi Highway 9
- Mississippi Highway 12
- Mississippi Highway 15
- Natchez Trace Parkway

## Contee confinanti
- Contea di Webster, Mississippi - nord
- Contea di Oktibbeha, Mississippi - est
- Contea di Winston, Mississippi - sud-est
- Contea di Attala, Mississippi - sud-ovest
- Contea di Montgomery, Mississippi - ovest

## Storia
La Contea di Choctaw venne istituita nel 1833.

## Maggiori città
- Ackerman
- French Camp
- Mathiston (parzialmente)
- Weir